# Кибуе
Кибуе (руанда Kibuye), с 2006 года официально называется Каронги (руанда Karongi) — город на западе Руанды, административный центр Западной провинции.

## История
Поселение известно с эпохи бельгийского управления.
С 1962 года город Кибуе являлся административным центром одноимённой провинции, упразднённой в результате реформы 2006 года, по итогам которой стал столицей новосозданной Западной провинции; а также был переименован в Каронги, однако в иностранных источниках продолжилось активное употребление старого названия.

## Географическое положение
Город находится в западной части провинции, на восточном берегу озера Киву, на расстоянии приблизительно 78 километров к западу-юго-западу (WSW) от столицы страны Кигали. Абсолютная высота — 1457 метров над уровнем моря.

## Население
По данным официальной переписи 2002 года 46 500 человек составляло население муниципалитета, центром которого являлся город, популяция которого по материалам переписи 2012 года насчитывала 12 325 жителей.
Динамика численности населения города по годам по данным переписей:
| 1978 | 1991 | 2012   |
| ---- | ---- | ------ |
| 3045 | 4393 | 12 325 |

## Достопримечательности
В городе расположен мемориал, посвящённый памяти жертв геноцида тутси.

## Транспорт
Ближайший аэропорт расположен в городе Рубаву.